# Musée diocésain d'art sacré d'Alava
Le musée diocésain d'art sacré d'Alava (en basque : Elizbarrutiko Arte Sakratuaren Museoa) est un musée situé dans le déambulatoire de la cathédrale Sainte-Marie-Immaculée de Vitoria (Catedral Nueva) de la ville de Vitoria-Gasteiz (Alava), au Pays basque (Espagne). Son accès s'effectue par la porte sud du transept de la cathédrale, située rue Monseñor Cadena y Eleta et au parc de la Florida.

## Histoire
L'origine de la collection remonte à 1923, quand on a inauguré un musée diocésain dans le séminaire conciliaire de Vitoria-Gasteiz, situé près de la cathédrale de Santa María (vieille cathédrale). En 1930, on construit un nouveau séminaire diocésain, les œuvres sont transférées dans un des pavillons de théologie. Des années plus tard, en 1942, on a signé un accord entre l'évêché et la Députation forale d'Alava et la collection a été transférée à la Casa d'Alava (maison d'Alava), qui deviendra ensuite le musée des beaux-arts d'Alava. En 1978 on constitue une section d'Art sacré dans cette collection.
Finalement, en 1997 quand la Députation forale d'Alava et le Diocèse de Vitoria-Gasteiz, dans le but de préserver le patrimoine historico-artistique du territoire historique d'Alava et le Diocèse, décideront de créer le Musée diocésain et de le placer de manière permanente dans le croisillon de la cathédrale de María Inmaculada (Marie Immaculée), espace semi-circulaire composé de deux nefs concentriques et segmenté dans sept hottes, dans lesquelles on peut apprécier des œuvres sculpturales remarquables ainsi que les vitraux magnifiques réalisés par la maison Maumejean de Paris et de Madrid. Le projet architectural, qui inclut les espaces presbytéraux qui relient l'abside avec les bras de la croisière, comptant un total de onze salles, permet de jouir du bâtiment, puisque les salles ont été conçues comme espaces ouverts. Le Musée a été ouvert au public le 30 avril 1999.

## Collections

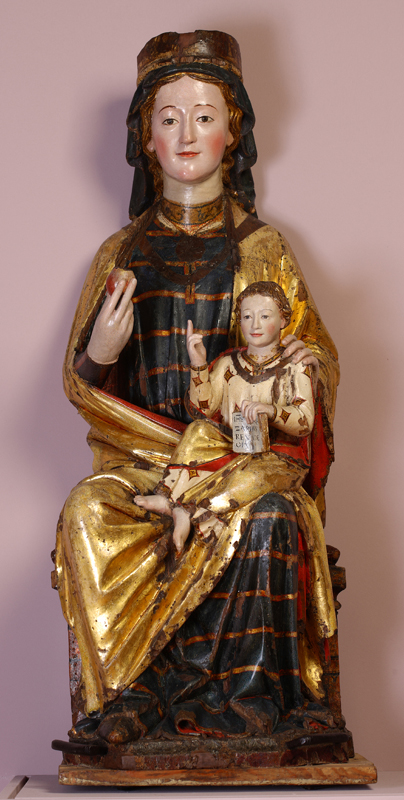
Sainte Marie de l'esclavage (XIIIe siècle)

Les œuvres qui composent les fonds du Musée appartiennent dans leur majorité à la Députation forale, au Diocèse et différentes paroisses de la province qui ont réussi à déposer les œuvres pour leur exposition permanente au public. Beaucoup d'entre elles ont déjà été exposées dans le Musée diocésain qui depuis 1923 a fonctionné dans le Séminaire conciliaire et donc, à partir de 1942, dans le Musée provincial des beaux-arts, qui en 1978 a inauguré une section spécifique d'Art sacré. Dans la disposition de l'espace d'exposition on combine des critères d'aménagement historico-stylistique, en tenant compte des styles artistiques successifs et aux époques historiques corrélatives (roman, gothique, Renaissance, baroque) et des critères didactiques, qui donnent la priorité aux techniques et aux matériaux employés dans la réalisation de ces œuvres. Les fonds sont répartis dans six sections et onze salles, plus une salle introductive consacrée aux expositions temporaires.

### Section pierre (salles 1 & 2)
Elle correspond aux périodes du pré-roman et du roman, avec des pièces datées entre les Ve et XIVe siècles. Tous les objets partagent la caractéristique de leur facture en pierre. Dans cette section se trouvent certaines des manifestations artistiques plus anciennes que le christianisme en Alava ainsi que des éléments du monde funéraire (stèles, sépultures), mobilier liturgique (autels) et éléments architecturaux avec travail sculptural. Une série de maquettes et photos fait penser au visiteur au phénomène de l'eremitismo et à quelques temples romans caractéristiques. Dans la salle 1 (espace presbytérien sud) on peut observer une sélection de stèles funéraires, tombes, les autels d'Obécuri (localité située dans la province de Burgos) et Kripan, etc. Dans la salle 2 (chapelle du Sacré-Cœur) il faut souligner divers matériaux représentatifs de l'architecture romane, comme des canecillos, chapiteaux, croisillons, baies vitrées, portails et reliefs.

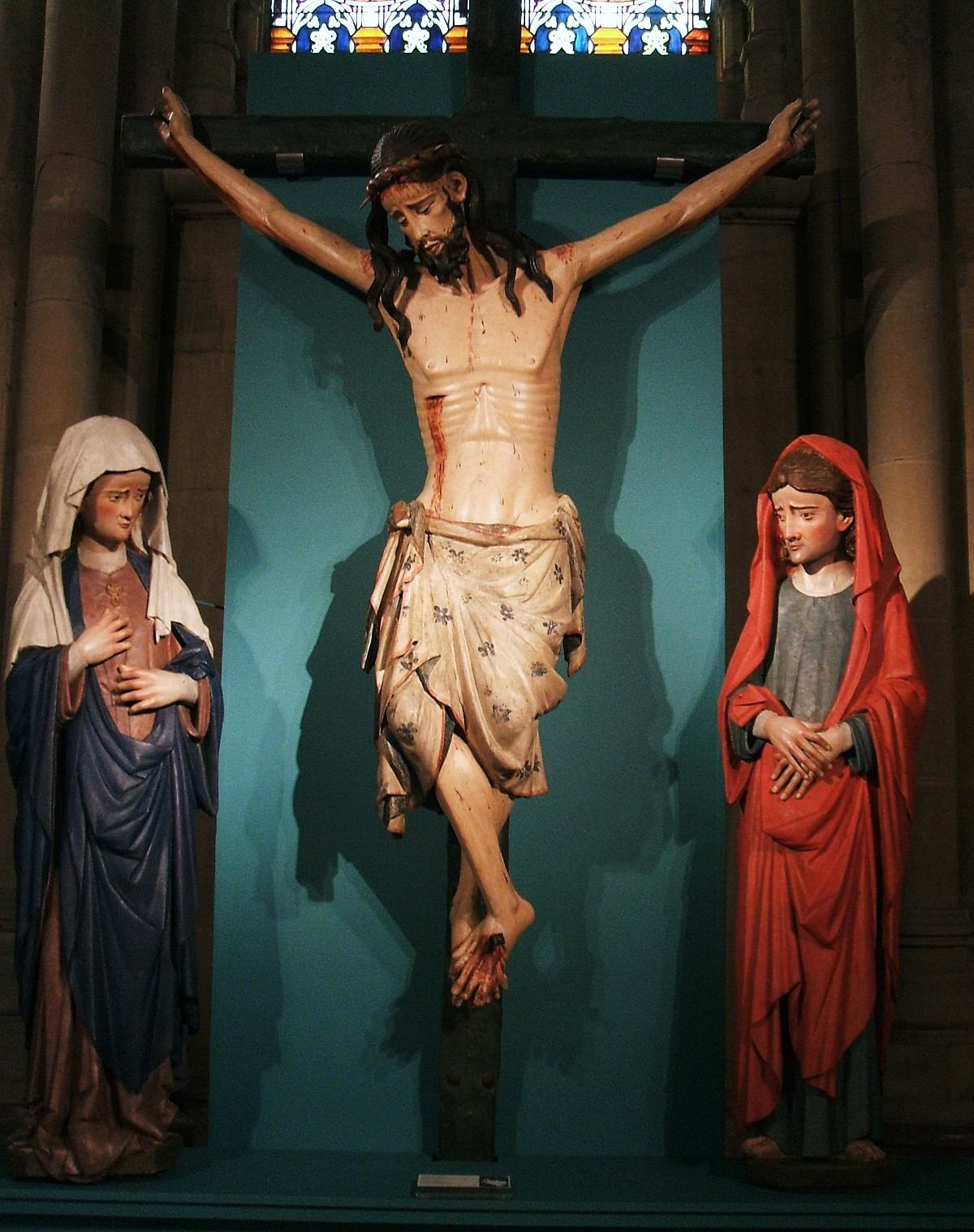
Calvaire d'Eguileta (XIVe siècle)

### Section Tronc (salles 3 & 4)
Elle contient des pièces d'imagerie taillées à partir de troncs de bois, correspondant aux diverses époques artistiques, du roman au baroque. Dans la salle 3 (chapelle d'Alava) il faut souligner l'ensemble de vierges assises avec l'Enfant, la typologie connue au Pays basque comme Andra Mari (nom donné à la Vierge en basque), comme le plus représentatif de l'imagerie gothique provinciale, ainsi que le Christ Crucifié de Zurbano, hauteur de la paroisse de San Esteban de Zurbano, et aussi le Calvaire polychrome d'Eguileta, ensemble de trois volumes - le Christ, la Vierge et saint Jean - de la paroisse de San Román d'Egileta, tous les deux du XIVe siècle.
Dans la salle 4 (chapelle de Biscaye) il existe une vaste représentation de peintures sur tableau, dont il faut souligner le Retable de Tortura, un temple de fin du XVe siècle ou début du XVIe siècle, de la paroisse de San Andres Tortura, et de la Tabla de Jokano, de taille gothique et du calvaire d'Erenchun, non polychromes, œuvre gothique flamande de la paroisse de San Andres d'Erenchun. Ce sont des œuvres des XIIIe, XIVe et XVe siècles.

### Section liturgie (salle 5)
Située dans la chapelle centrale de Notre-Dame-du-Rosaire, la plus riche par l'ornementation des chambres fortes et par ses blasons, cette salle tente de recréer un lieu de culte avec les éléments les plus caractéristiques de ce dernier. Une grille du XVIe siècle de Galarreta délimite deux espaces : dans celui de l'entrée où se trouve l'imagerie du XVIe siècle ; après la grille on conserve un autel néogothique de marbre en forme de pavillon, existant précédemment dans la cathédrale, sur laquelle on dispose les objets liturgiques plus utilisés dans la fin de l'Eucharistie ; nappes et frontaux, garde, calice, copón, sacrées, portapaz, reliquaire, chandeliers, livre de chœur, ornements liturgiques, un hachero… Aux côtés de l'autel on présente divers ornements et vêtements sacerdotaux. Vu le caractère didactique de ce qui est exposé, la sélection des œuvres répond tant à des critères chronologiques et stylistique autant que ceux représentatifs du culte catholique.

### Section bois (salles 6 & 7)

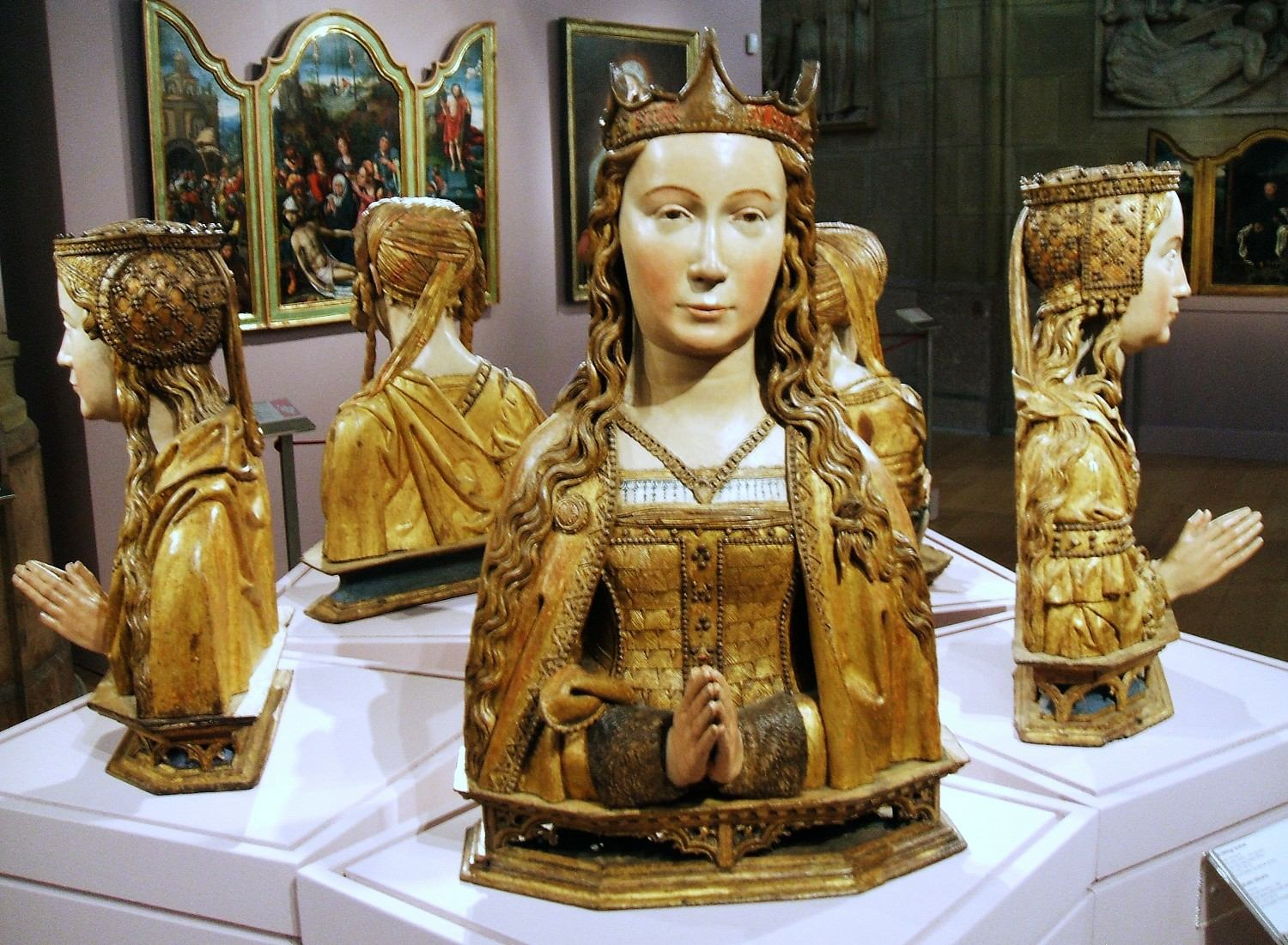
Bustes Reliquaires de Santa Úrsula et ses compagnes martyres (XVIe siècle)

Elles abritent des œuvres médiévales et Renaissance. La salle 6 (chapelle de Guipuzcoa) est consacrée exclusivement au legs flamand tant d'œuvres picturales comme sculpturales. Il faut souligner : le triptyque de la Passion, huile du dernier quart du XVe siècle du Maître appelé "la Leyenda de Santa Godeliva" et qui a été dans la paroisse de Santa María de Villacones de Salinas d'Añana. Le triptyque de la Vierge à l'enfant, Santa Catalina et Santa Bárbara, huile du Maître de Francfort, entre 1510 et 1520, en dépôt du sanctuaire de Nuestra Señora de la Antigua de la localité biscaïenne d'Orduña ; ensemble funéraire des Martínez de Salvatierra, intégré par le Descendimiento, huile flamande anonyme sur bois, de l'école de Bruges et vers 1525, copie de Hugo van der Goes, plus des sculptures dorées et polychromes en relief, toutes en provenance de la paroisse vitoriane de San Pedro ; la Crucifixion d'Ambrosius Benson ; le triptyque de l'Épiphanie de Pieter Coecke ; les cinq bustes reliquaires de Santa Úrsula et ses compagnes martyres, du début du XVIe siècle et de l'église de San Vicente à Vitoria ; et une sélection de Vierges de Malinas.
La salle 7 (chapelle de Navarre) est principalement consacrée à l'œuvre autochtone. On trouve ici : les planches d'Añes ; les tableaux de l'Apparition de San Miguel et l'Apostolado, ensemble de dix huiles du premier quart du XVIe siècle et de l'auteur inconnu de l'ancien retable principal de la paroisse de San Miguel de Labraza ; le Retable du Dulce Nombre ; le Retable de San Nicolás Bari, œuvre plateresque de trois corps, de trois rues et ático taillé par les burgaleses (gentilé de Burgos) Ortega de Córdoba et de Diego Guillén et polychrome vers 1539 dans l'atelier de Diego de Torres el Viejo, en dépôt de la paroisse de San Nicolás de Bari de Fontecha ; le Retable de San Blas (saint Blaise), avec "mazonería" de deux corps, trois rues, ático et couverture exécutée vers 1530 bien que de style encore pleinement gothique, avec hauteur polychrome le saint et les huiles sur le tableau, de la paroisse de San Vicente de Hueto Abajo ; et les deux reliefs réalisés par Juan de Ancheta en style roman en 1578, la Flagellation et la Couronnement d'épines, de la paroisse vitoriane de San Miguel.

### Section toile (salles 8 & 9)

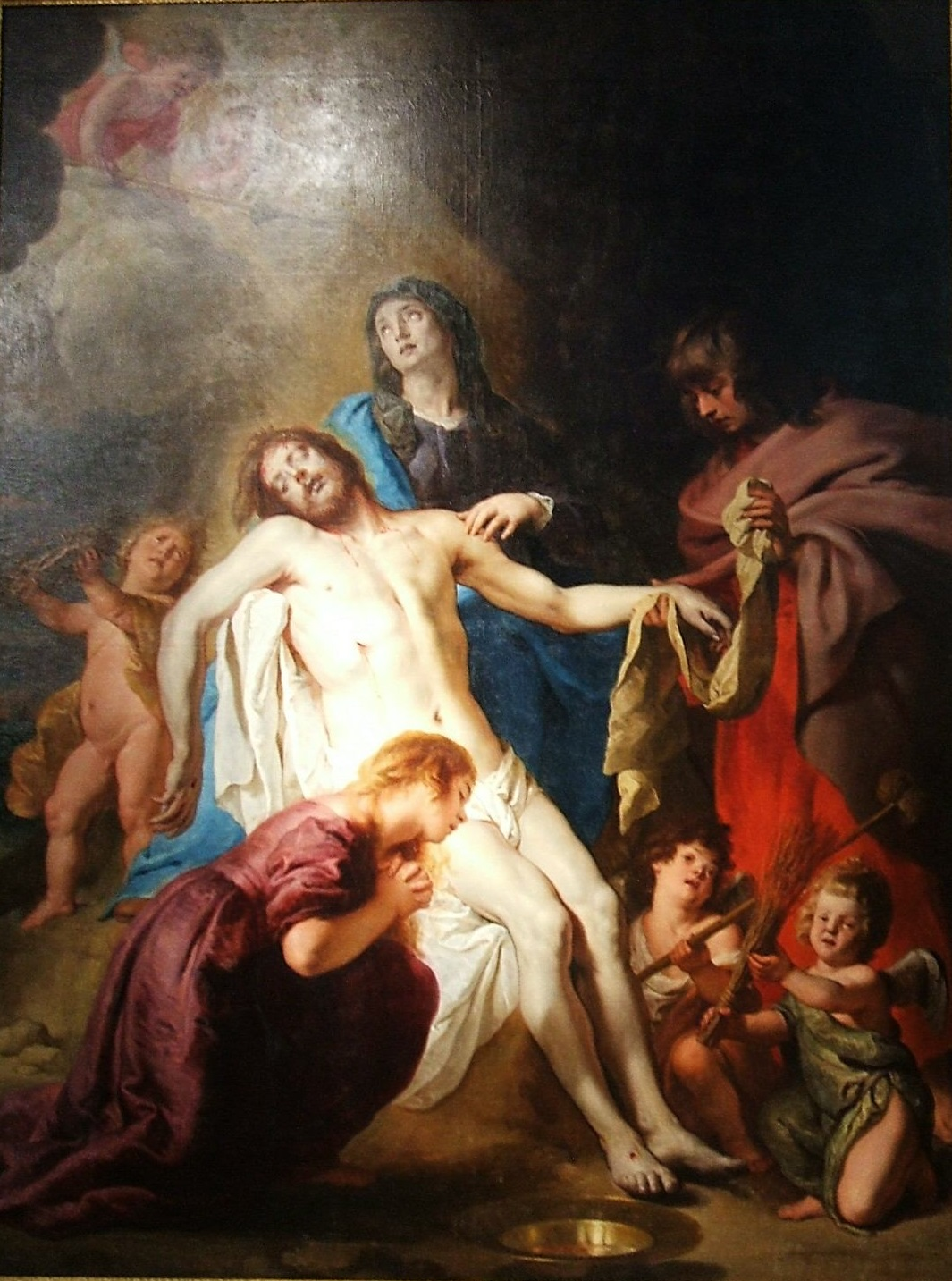
Lamentation sur le Christ mort, de Gaspard de Crayer (XVIIe siècle)

Cette section est consacrée à la peinture de chevalet sur la toile des XVIIe et  XVIIIe siècles. Elle débute chronologiquement avec une œuvre du XVIe siècle, de style maniériste, la San Francisco méditant à genoux réalisée par Le Greco à Tolède entre 1586 et 1592. Dans la salle 8 (chapelle du Sacré-Cœur de Marie), avec ladite toile du Greco, coexistent des œuvres de style italianisant comme le Christ Crucifié, le San Pedro (saint Pierre) et le San Pablo (saint Paul) de José de Ribera, les trois provenant du couvent vitorian disparu de Saint-Domingue, la Predicación de San Juan Bautista de Luca Giordano, en dépôt de la paroisse de San Andres d'Argomaniz, et du Martyre de saint Sébastien d'un peintre de l'école de Caravaggio. On a récemment restauré, en récupérant le brillant coloré original, la magnifique Lamentación du Christ Muerto, une grande huile de Gaspard de Crayer de vers 1640. Cette œuvre est un dépôt temporaire, puisqu'elle retournera sur son lieu d'origine, la cathédrale (Vieja - vieille) de Santa María lorsque les travaux de réadaptation qui ont été lancés là seront terminés.
Dans la salle 9 (espace presbytéral nord) le sujet de l'Immaculée Conception est parfaitement représenté avec des œuvres d'Alonso Cano, dans un tableau qui vient de la paroisse de l'Asunción de Nuestra Señora de Berantevilla, Juan Carreño de Miranda, de Cornelis Schut et d'autres. Il faut souligner de même que le Descendimiento de Gaspard de Crayer, la Cabeza de San Pablo attribuée à Valdés Leal, le Saint Antoine de Padoue et Le Cœur de l'avare de Nicolás de la Cuadra (es) et de deux œuvres attribuées à Meléndez, le Martirio de San Andres (le martyre de saint André) et l' Anunciación (l'Annonciation).

### Section Argenterie (salles 10 & 11)

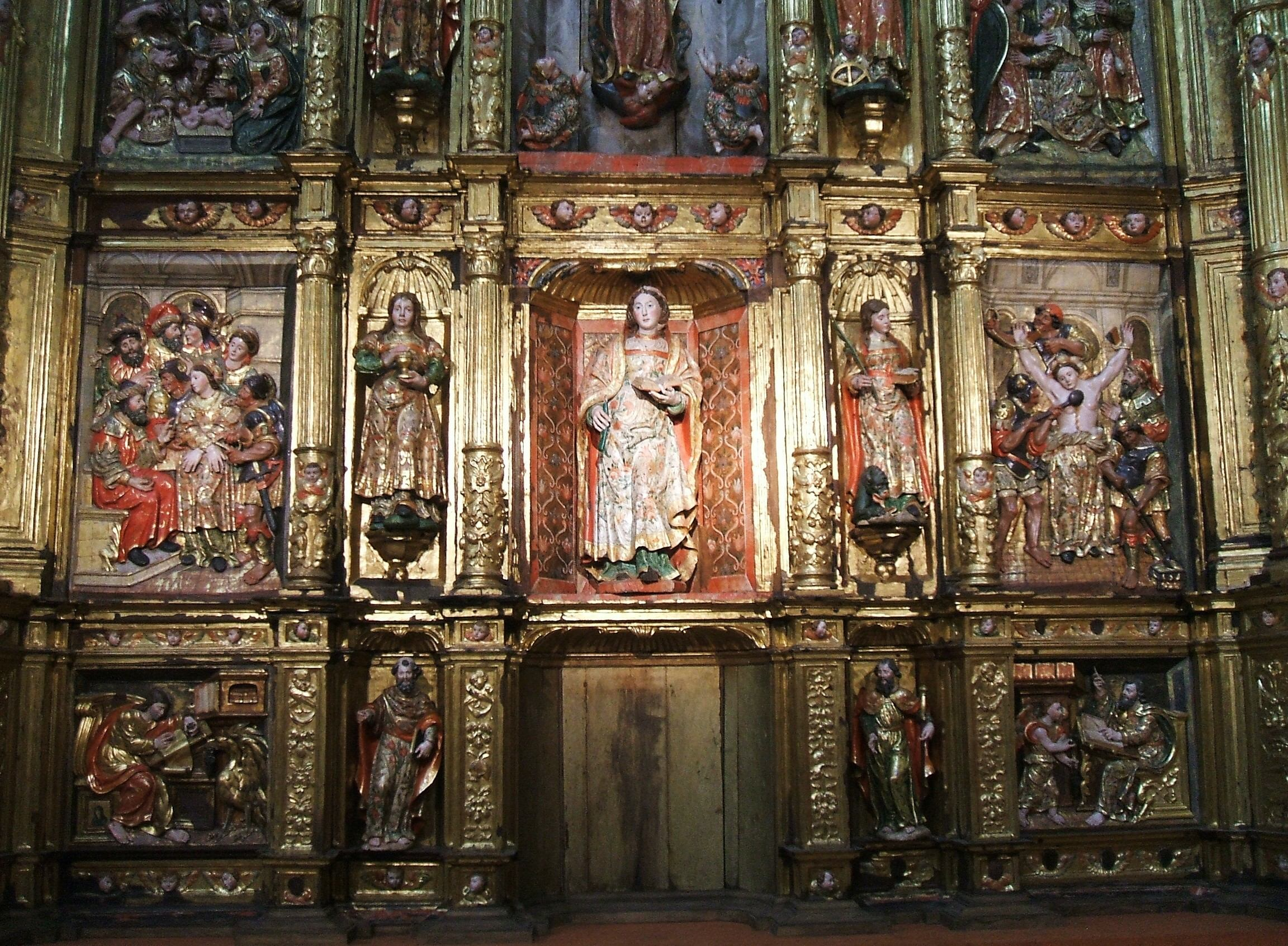
Retable de Santa Eulalia

Elle contient une vaste collection d'orfèvrerie religieuse (croix processionnelles, des calices, píxides, portaviáticos, burettes, reliquaires, etc.) et organisée selon un critère chronologique de l'évolution stylistique, depuis la période romane de transition du XIIIe siècle jusqu'au courants néo du début du XXe siècle.
Dans la salle 10, occupant l'espace presbytéral nord (partagé avec la Salle 9), on peut observer l'argenterie depuis la période romano-gothique jusqu'au rococo du XVIIIe. la Salle 11, située en partie dans la nef secondaire de la gauche du bras septentrional de la croisière, contient l'orfèvrerie moderne, néoclassique, moderne, néogothique et néoromane, ainsi que les pièces d'ivoire et d'argent hispano-américaine. Le magnifique retable de Santa Eulalia, œuvre Renaissance à trois corps, de trois rues, deux entrerues et ático trilobé de l'église de Santa Eulalia de Markinez, installée ici pour des raisons d'espace, complète la dernière salle du Musée.

## Galerie

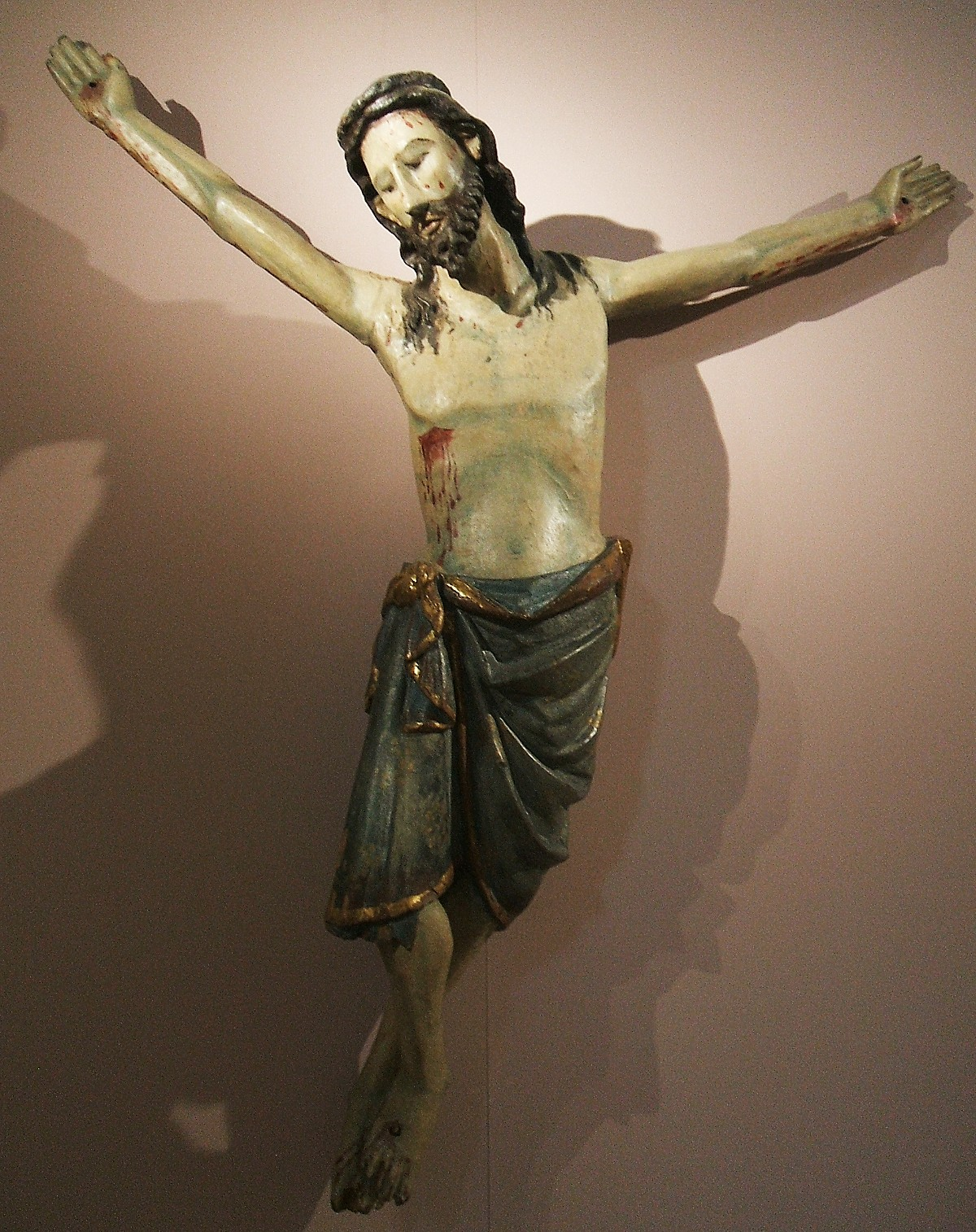
Christ de Zurbano (XIVe siècle).
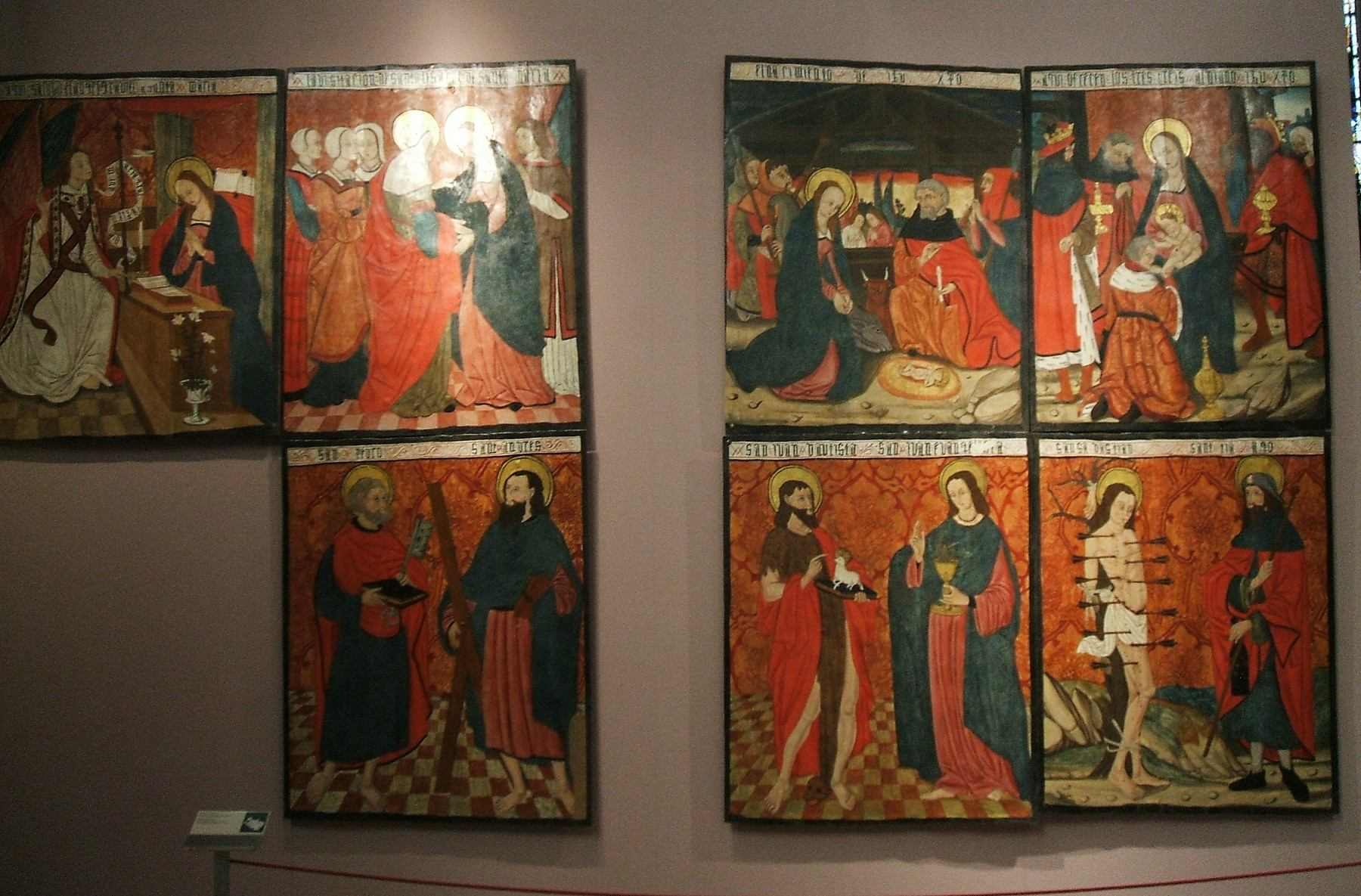
Retable de Tortura (XVe ou XVIe siècle).
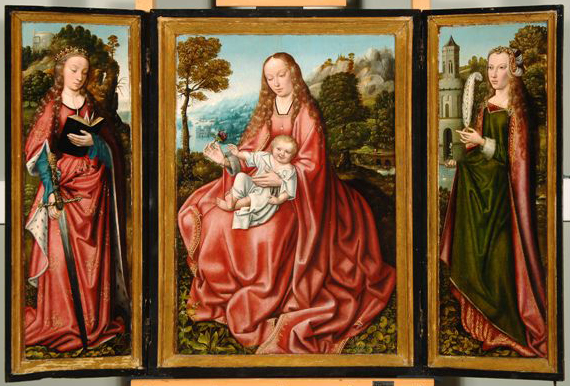
Triptyque de la Vierge à l'Enfant, Santa Catalina et Santa Bárbara (XVIe siècle).
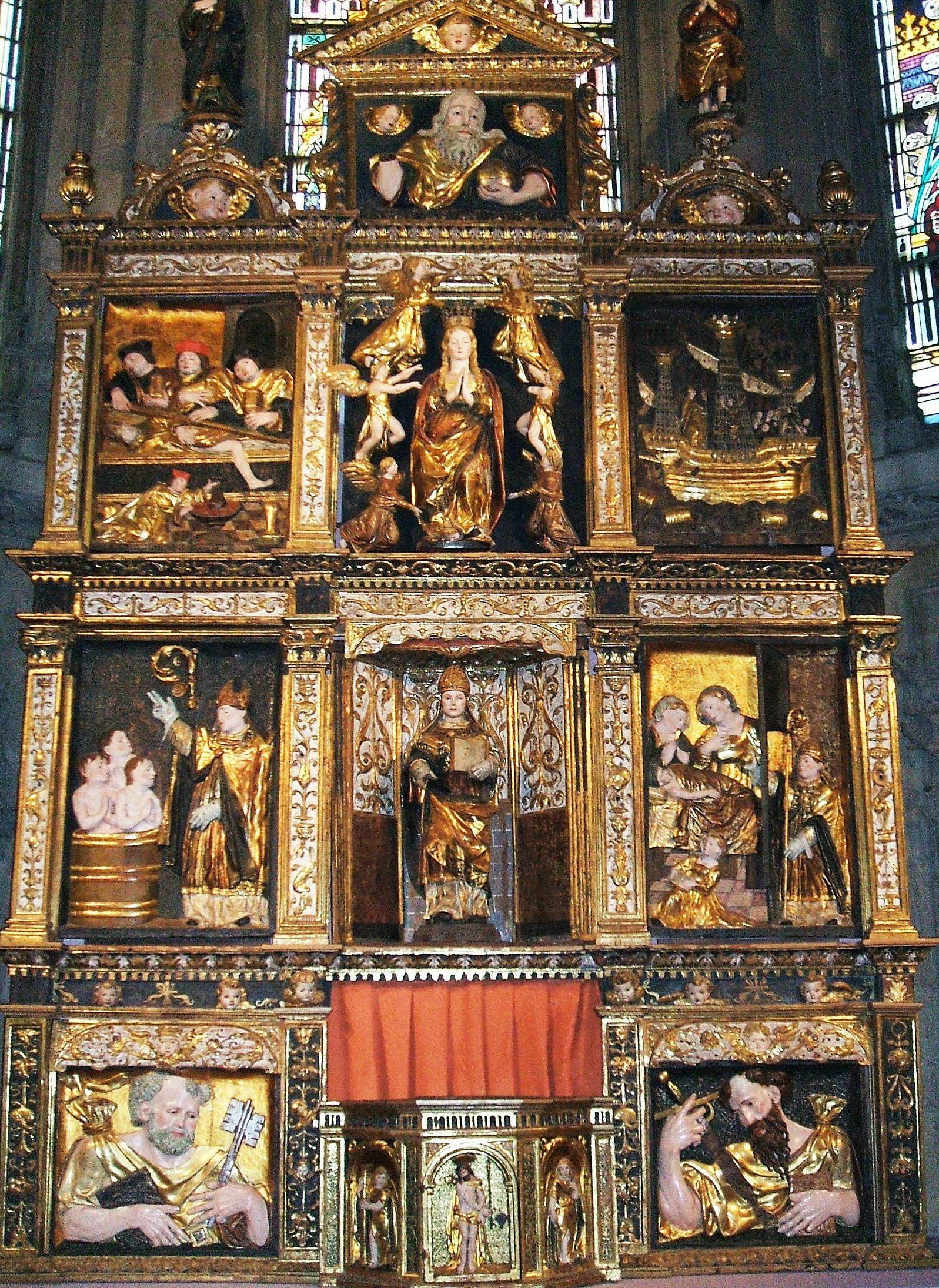
Retable de San Nicolás de Bari (XVIe siècle).
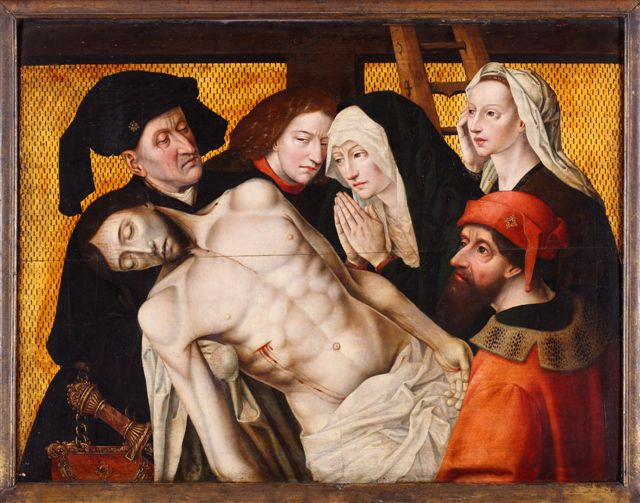
Descendimiento (XVIe siècle), de l'ensemble funéraire de los Mtz. de Salvatierra.

### Sources et bibliographie
- (es) Cet article est partiellement ou en totalité issu de l’article de Wikipédia en espagnol intitulé « Museo Diocesano de Arte Sacro de Álava » (voir la liste des auteurs).
- Alberto González de Langarcia, La Nueva Catedral de Vitoria. Députation forale d'Alava, 2006.  (ISBN 978-84-7821-661-1)
- Micaela Josefa Portilla et VVAA. Catálogo Monumental Diocesis de Vitoria. Publications de l'Évêché de Vitoria et de la Obra Cultural de la Caja de Ahorros Municipal de Vitoria, volumes I à IX, 1967-2001.